# Боббі Кімбелл
Боббі Кімбелл (* 29 березня 1957) — американський співак, колишній вокаліст лос-анджелеського гурту «Toto».

## Дискографія

### У складі Toto
- 1978: Toto
- 1979: Hydra
- 1981: Turn Back
- 1982: Toto IV
- 1999: Mindfields
- 2002: Through the Looking Glass (альбом каверів)
- 2006: Falling In Between

### Сольні роботи
- 1990: Classic Toto hits
- 1994: Rise Up